# Apollon Limassol
Apollon Limassol, bildad 1954, är en sportklubb i orten Limassol på Cypern.

## Fotboll

### Placering efter säsonger
| Säsong  | Nivå | Liga           | Placering | Referens | Notering     |
| ------- | ---- | -------------- | --------- | -------- | ------------ |
| 2008/09 | 1    | First Division | 5         | [ 1 ]    |              |
| 2009/10 | 1    | First Division | 4         | [ 2 ]    | Cup-vinnare  |
| 2010/11 | 1    | First Division | 5         | [ 3 ]    | Cup-finalist |
| 2011/12 | 1    | First Division | 6         | [ 4 ]    |              |
| 2012/13 | 1    | First Division | 6         | [ 5 ]    | Cup-vinnare  |
| 2013/14 | 1    | First Division | 3         | [ 6 ]    |              |
| 2014/15 | 1    | First Division | 3         | [ 7 ]    |              |
| 2015/16 | 1    | First Division | 3         | [ 8 ]    | Cup-vinnare  |
| 2016/17 | 1    | First Division | 3         | [ 9 ]    | Cup-vinnare  |
| 2017/18 | 1    | First Division | 2         | [ 10 ]   | Cup-finalist |
| 2018/19 | 1    | First Division | 3         | [ 11 ]   |              |
| 2019/20 | 1    | First Division | p.        | [ 12 ]   | pandemin     |
| 2020/21 | 1    | First Division | 2         | [ 13 ]   |              |
| 2021/22 | 1    | First Division | 1         | [ 14 ]   |              |
| 2022/23 | 1    | First Division | 5         |          |              |

### Spelare

#### Truppen 2020/2021
| Nr | Land      | Pos | Namn                           |
| -- | --------- | --- | ------------------------------ |
| 5  | Argentina | MF  | Esteban Sachetti               |
| 8  | Serbien   | MF  | Đorđe Denić                    |
| 10 | Serbien   | MF  | Saša Marković                  |
| 11 | Frankrike | A   | Bagaliy Dabo                   |
| 14 | Cypern    | F   | Giorgos Malekkides             |
| 17 | Portugal  | F   | João Pedro                     |
| 19 | Georgien  | MF  | Giorgi Papunashvili            |
| 20 | Grekland  | MF  | Giannis Gianniotas             |
| 21 | Surinam   | MF  | Diego Biseswar (lån från PAOK) |
| 22 | Frankrike | F   | Valentin Roberge               |
| 23 | Cypern    | MF  | Fanos Katelaris                |
| 25 | Cypern    | MF  | Charalambos Kyriakou           |
| 26 | Serbien   | MV  | Aleksandar Jovanović           |

| Nr | Land      | Pos | Namn                   |
| -- | --------- | --- | ---------------------- |
| 28 | Frankrike | A   | Nicolas Diguiny        |
| 30 | Cypern    | F   | Andreas Filiotis       |
| 35 | Curaçao   | A   | Charlison Benschop     |
| 44 | Spanien   | F   | Héctor Yuste           |
| 57 | Cypern    | MF  | Petros Psychas         |
| 59 | Cypern    | F   | Andreas Charalampous   |
| 62 | Cypern    | MF  | Dimitris Irodotou      |
| 70 | Cypern    | MV  | Michalis Papastylianou |
| 87 | Togo      | A   | Serge Gakpé            |
| 88 | Cypern    | F   | Giorgos Vasiliou       |
| 93 | Rumänien  | MF  | Florentin Matei        |
| 96 | Haiti     | F   | Wilde-Donald Guerrier  |
| 99 | Cypern    | MV  | Demetris Demetriou     |

#### Kända spelare
- Miljan Mrdakovic
- Mauricio Pinilla
- Gonzalo Segares
- Rudi Vata

## Volleyboll
Damvolleybollaget har blivit cypriotiska mästare sex gånger (2011, 2014, 2015, 2016, 2017, 2022).